# Claudio Barragán
Claudio Barragán Escobar (Manises, 10 aprile 1964) è un allenatore di calcio ed ex calciatore spagnolo, di ruolo attaccante, tecnico dell'Eldense B.

## Carriera

### Giocatore

#### Club
Barragán viene acquistato giovanissimo dal Levante, che lo cresce nelle giovanili per due anni, fino al 1980. Con il club di Valencia si rende protagonista scendendo in campo per 30 volte, tra il 1980 e il 1982, prima di essere passato in prestito, per un'annata, al Ceuta. Ritornato ai Granotes, verrà ceduto a titolo definitivo all'Elche con il quale esordisce nella massima serie spagnola il 18 novembre 1984. In quella stagione collezionerà 18 presenze e due reti, ma vedrà comunque la sua squadra retrocedere. Lascerà la società 1989 dopo aver guadagnato una promozione in Liga, seguita, però, da una nuova retrocessione.
Trasferitosi al Maiorca, nell'estate 1989, riuscirà nell'impresa di giocare la finale di Coppa del Re con la squadra delle Isole Baleari, nel 1991, che viene, però, sconfitta, per 1-0, dall'Atletico Madrid. Ma la vera svolta alla propria carriera arriva con il Deportivo La Coruna. Dopo un primo anno disputato a bassi livelli, un mercato estivo, in quel del '92, trasformò la squadra in quella che ancora tutt'oggi è conosciuta come "Super Depor". Riuscirà a raggiungere per due volte il secondo posto in campionate e per altrettante il terzo, prima di riuscire a vincere il suo primo e unico titolo in carriera, nel 1995, la Coppa del Re.
Dopo una breve parentesi al Salamanca, farà ritorno all'Elche, con cui gioca altre 100 partite, tra il 1996 e il 2000, anno in cui decide di smettere con il calcio giocato per dedicarsi alla carriera da allenatore. Al termine dei 20 anni di attività agonistica, Barragán, potrà vantare un bottino di 259 partite e 66 reti nella massima divisione spagnola.

#### Nazionale
Esordisce in Nazionale il 14 ottobre 1992, durante una partita valida per le qualificazioni al mondiale 1994, subentrando a partita in corso nello 0-0 rimediato contro l'Irlanda del Nord. Scenderà in campo solamente altre 5 volte con le Furie Rosse, prima di terminare definitivamente la propria avventura in Nazionale l'anno successivo.

### Allenatore
Inizia la carriera da allenatore nel 2008, subentrando a stagione in corso sulla panchina dell'Elche. Giungerà al dodicesimo posto in campionato e, viste le aspettative della società, viene esonerato solo un anno dopo, nell'ottobre 2009. Guiderà il Ponferrandina per 3 anni, dal 2011 al 2014, anno in cui diverrà allenatore del Cadice.

## Statistiche

### Cronologia presenze e reti in nazionale
| Cronologia completa delle presenze e delle reti in nazionale ― Spagna | Cronologia completa delle presenze e delle reti in nazionale ― Spagna | Cronologia completa delle presenze e delle reti in nazionale ― Spagna | Cronologia completa delle presenze e delle reti in nazionale ― Spagna | Cronologia completa delle presenze e delle reti in nazionale ― Spagna | Cronologia completa delle presenze e delle reti in nazionale ― Spagna | Cronologia completa delle presenze e delle reti in nazionale ― Spagna | Cronologia completa delle presenze e delle reti in nazionale ― Spagna |
| Data                                                                  | Città                                                                 | In casa                                                               | Risultato                                                             | Ospiti                                                                | Competizione                                                          | Reti                                                                  | Note                                                                  |
| --------------------------------------------------------------------- | --------------------------------------------------------------------- | --------------------------------------------------------------------- | --------------------------------------------------------------------- | --------------------------------------------------------------------- | --------------------------------------------------------------------- | --------------------------------------------------------------------- | --------------------------------------------------------------------- |
| 14-10-1992                                                            | Belfast                                                               | Irlanda del Nord                                                      | 0 – 0                                                                 | Lituania                                                              | Qual. Mondiali 1994                                                   | -                                                                     |                                                                       |
| 16-11-1992                                                            | Siviglia                                                              | Spagna                                                                | 5 – 0                                                                 | Lettonia                                                              | Qual. Mondiali 1994                                                   | -                                                                     |                                                                       |
| 27-11-1992                                                            | Las Palmas de Gran Canaria                                            | Spagna                                                                | 1 – 1                                                                 | Messico                                                               | Amichevole                                                            | -                                                                     |                                                                       |
| 28-4-1993                                                             | Siviglia                                                              | Spagna                                                                | 3 – 1                                                                 | Irlanda del Nord                                                      | Qual. Mondiali 1994                                                   | -                                                                     |                                                                       |
| 2-6-1993                                                              | Vilnius                                                               | Lituania                                                              | 0 – 2                                                                 | Spagna                                                                | Qual. Mondiali 1994                                                   | -                                                                     |                                                                       |
| 8-9-1993                                                              | Alicante                                                              | Spagna                                                                | 2 – 0                                                                 | Cile                                                                  | Amichevole                                                            | -                                                                     |                                                                       |
| Totale                                                                |                                                                       | Presenze                                                              | 6                                                                     |                                                                       | Reti (Calciatori della Nazionale spagnolaº posto)                     | 0                                                                     |                                                                       |

## Palmarès

### Giocatore

#### Competizioni nazionali
- Coppa di Spagna: 1

Deportivo La Coruña: 1994-1995